# Hymenocallis rotata
Hymenocallis rotata är en amaryllisväxtart som först beskrevs av Ker Gawl., och fick sitt nu gällande namn av Herb.. Hymenocallis rotata ingår i släktet Hymenocallis och familjen amaryllisväxter. Inga underarter finns listade i Catalogue of Life.

## Bildgalleri

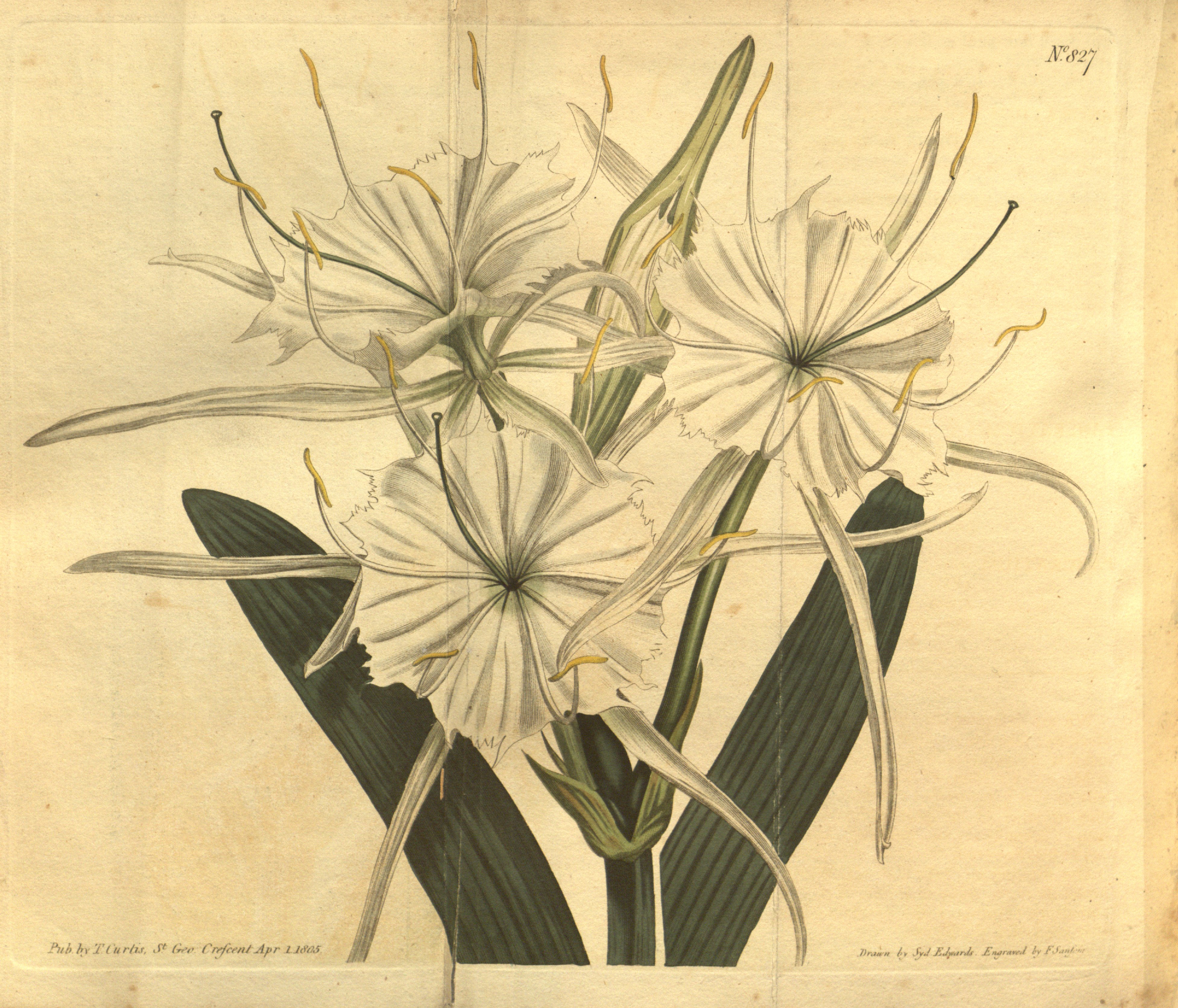
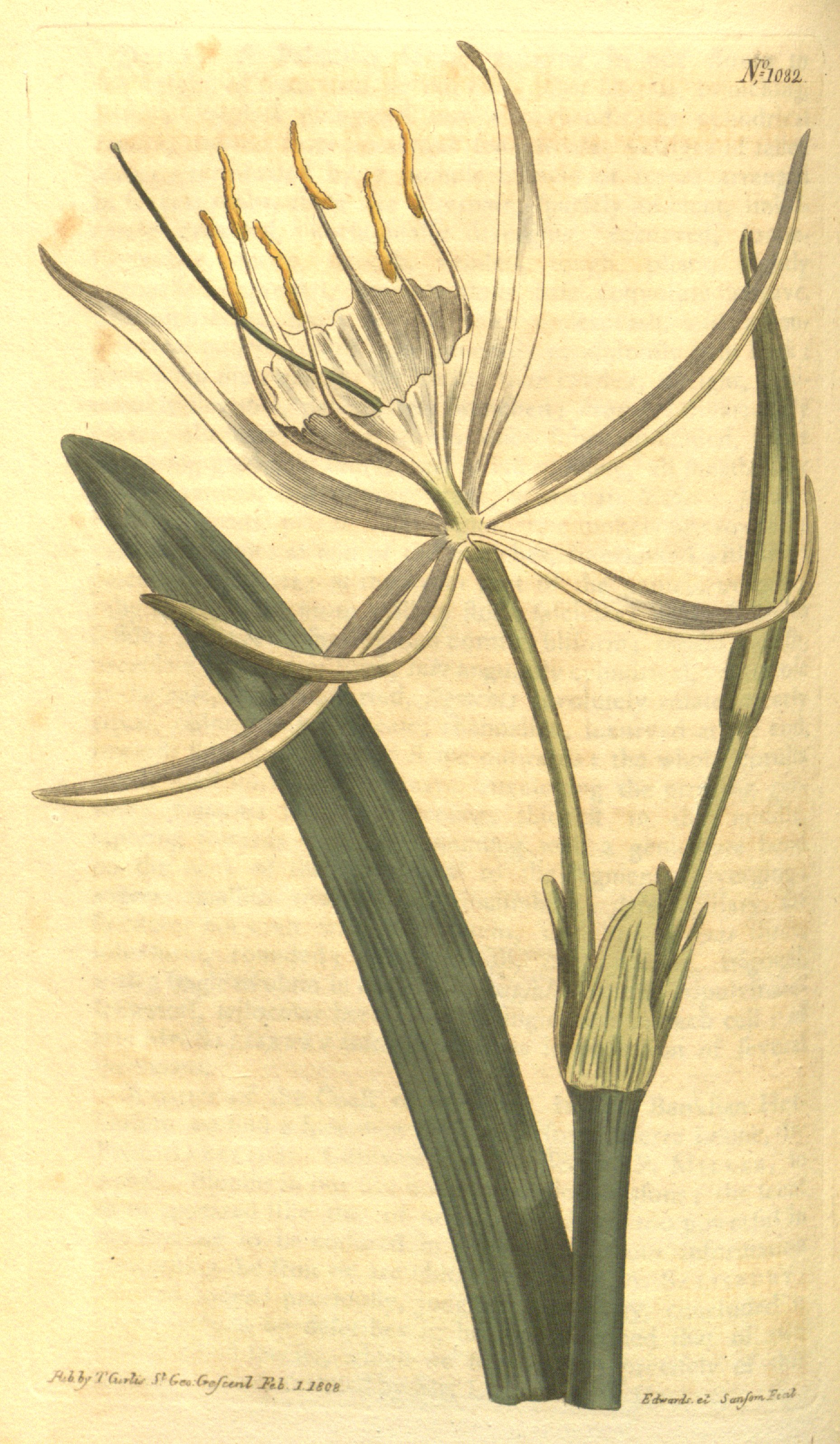